# Provinciaal Reconstructie Team

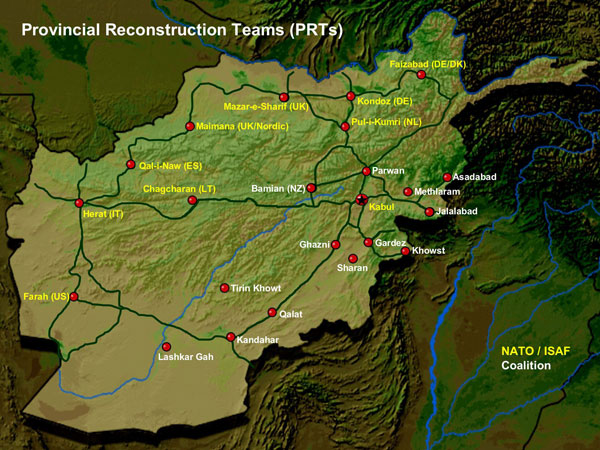
Provinciale Reconstructie Teams in Afghanistan

Een Provinciaal Reconstructie Team (PRT) is een speciale militaire eenheid die veiligheid biedt en helpt bij de wederopbouw van instabiele landen. De eerste PRT's ontstonden in Afghanistan eind 2001 of begin 2002, gevolgd door Irak in 2003. Elke PRT bestaat uit een kleine uitvalsbasis van waaruit een groep van zestig tot duizend of meer burgers en militaire specialisten hulp- en wederopbouwprojecten uitvoeren, alsook veiligheid bieden voor personen die betrokken zijn bij de hulp en wederopbouwactiviteiten.
Er waren in het kader van Operatie Enduring Freedom 25 PRT's in Afghanistan en 25 PRT's in Irak. Binnen de PRT's in Afghanistan, zijn er meestal drie tot vijf burgers, de rest bestaat uit militairen. PRT's worden ondersteund door lokale en internationale veiligheidstroepen. PRT's werden oorspronkelijk opgezet en bemand door de Amerikaanse troepen, om de wederopbouw in de provincies buiten de hoofdstad Kabul uit te voeren. Na de betrokkenheid van de NAVO in Afghanistan, is het commando van sommige PRT's werd overgeheveld van de VS naar andere landen van de International Security Assistance Force.

## Nederlandse PRT's in Afghanistan
Van 2004 tot 2006 is er een Nederlands PRT actief geweest in de stad Pol-e Chomri in de Noord-Afghaanse provincie Baghlan. Dit PRT werd het eerste jaar met name bemand door militairen van de Koninklijke Luchtmacht en het tweede jaar door de Koninklijke Marine. In alle PRT's zijn echter militairen van alle onderdelen werkzaam geweest. In de ruim twee jaar dat dit PRT actief is geweest zijn diverse projecten opgezet en uitgevoerd. Zo zijn er scholen en bruggen gebouwd, zijn er waterzuiveringsapparaten geleverd, is er een solarcooker project geweest, het lokale ziekenhuis opgeknapt, een symposium voor verloskundigen gehouden en is er een bloedbank opgezet. Per 1 oktober 2006 heeft Hongarije de taken van het Nederlandse PRT in Pol-e-Chomri overgenomen.
Van 2006 tot 2010 was er een Nederlands PRT in Uruzgan. Het Nederlandse PRT maakt hier deel uit van de Task Force Uruzgan. De missie van het PRT was het ondersteunen van de wederopbouw van de provincie.
Voor de opbouw van de provincie Uruzgan zijn door het PRT verschillende projecten opgezet. Eén daarvan is het PRT-huis, dat onder meer wordt gebruikt als ambachtsschool. Afghanen kunnen hier een opleiding volgen tot timmerman, lasser of metselaar.  Wie zijn opleiding met goed gevolg afrondt, mag het materiaal houden en kan een eigen bedrijfje beginnen. Het PRT-huis is gebouwd door lokale arbeiders.